# Parafia św. Stanisława w Trzcinicy
Parafia Świętego Stanisława w Trzcinicy – parafia rzymskokatolicka należąca do dekanatu Trzcinica diecezji kaliskiej. Została utworzona w XIII wieku. Mieści się przy ulicy Jana Pawła II. Prowadzą ją księża diecezjalni.

## Proboszczowie
- ks. Grzegorz Mituła, proboszcz od 2024
- ks. Mariusz Buczek, proboszcz w latach 2021–2024[2]
- ks. Wiesław Cieplik, proboszcz w latach 2013-2021[3]
- ks. Florian Skubiszak, proboszcz od 1984[2]
- ks. Stanisław Białek[4]
- ks. Zygmunt Thimm[4]
- ks. Florian Maćkowiak, administrator i proboszcz w latach 1956–1964[4]
- ks. Bronisław Pasikowski, proboszcz w latach 1946–1958[4]
- ks. Edmund Jasiak, proboszcz od lutego 1945 do czerwca 1946[4]
- ks. Wiktor Falkowski[4][5]
- ks. Józef Niedźwiecki, proboszcz w latach 1911–1933[4]
- ks. Henryk Szwortz, proboszcz w latach 1892–1910[4]
- ks. Leopold Sobieski, proboszcz w latach 1873–1892
- ks. Jan Ignacy Korytkowski, proboszcz w latach 1855–1872
- ks. Jan Wittan, proboszcz w latach 1852–1855
- ks. Michał Kośmider, proboszcz w latach 1850–1852
- ks. Ignacy Szubert, proboszcz w latach 1815–1850
- ks. Maciej Wyrzykowski, prałat, proboszcz kolegiaty Wieluńskiej, a pleban Trzcinicki 1806–1815
- ks. Antoni Alojzy Sentura, proboszcz w latach 1770–1806
- ks. Jakub Andruszkiewicz, protonotariusz apostolski, później Walichnowski, ok. 1751
- ks. Jan Nesobski, ok. 1731
- ks. Tomasz Jenkołowicz, ok. 1724, zastąpiony w czasie nieobecności przez ks. Małachowskiego
- ks. Piotr Krupecki, w 1701 legował 250 talarów, w tym również na szpital w Trzcinicy
- ks. Stefan Chwielczewski, od 1860
- ks. Błażej Gneryk od 1666
- ks. Benedykt  Ciążyn (Ciążyński, Książyński), proboszcz od 1613